# God’s Window
God’s Window (deutsch etwa: „Gottes Fenster“) ist ein Aussichtspunkt in Südafrika in der Provinz Mpumalanga.

## Lage
God’s Window liegt in der Nähe der Panorama Route nördlich von Graskop an der R 534. Von drei Aussichtsplattformen am Rand der dichtbewaldeten Hänge kann man ins Lowveld sehen, das rund 700 Meter tiefer liegt. Nahe God’s Window steht The Pinnacle – eine freistehende Felsnadel.

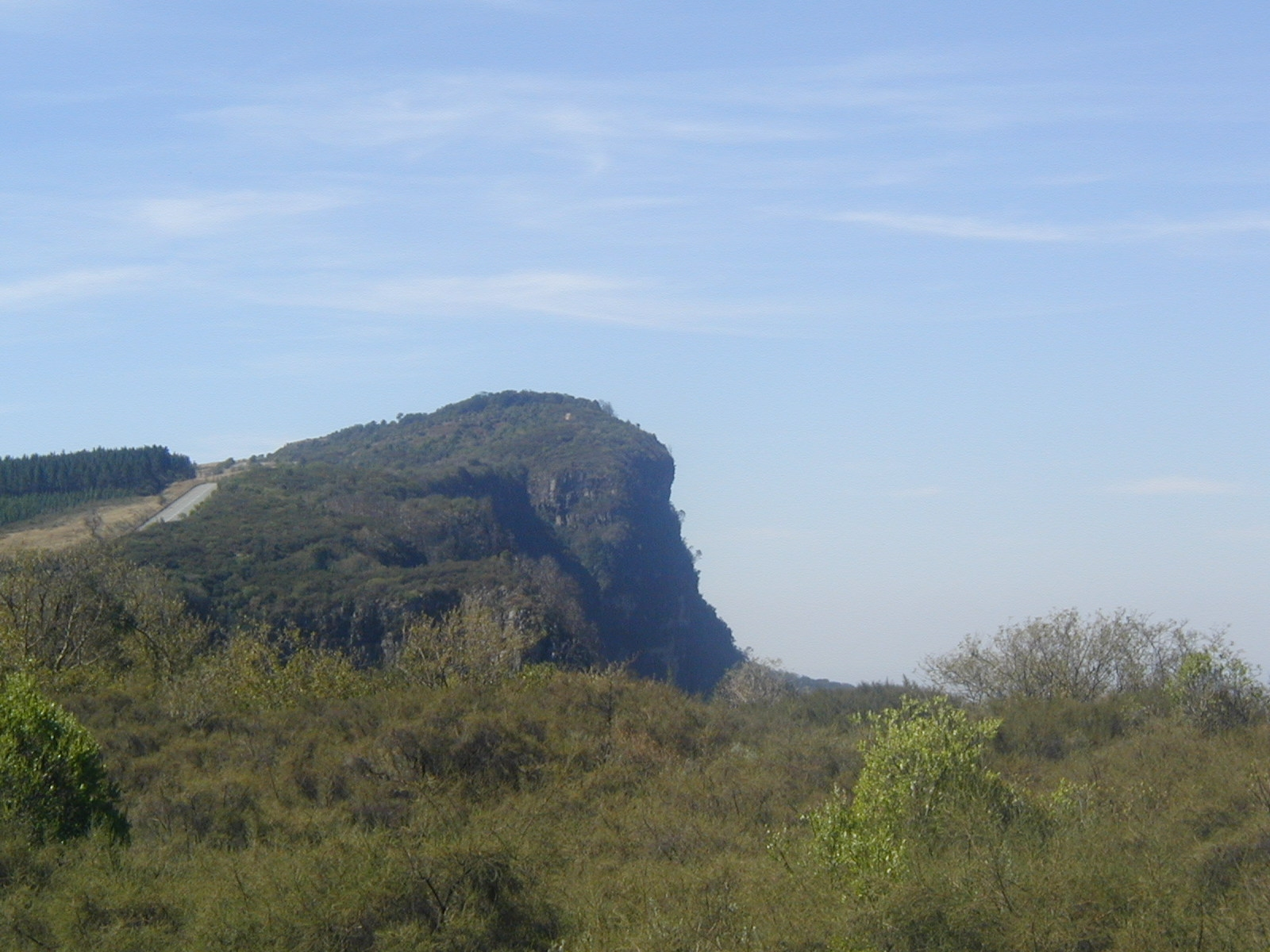
God’s Window – The Peak
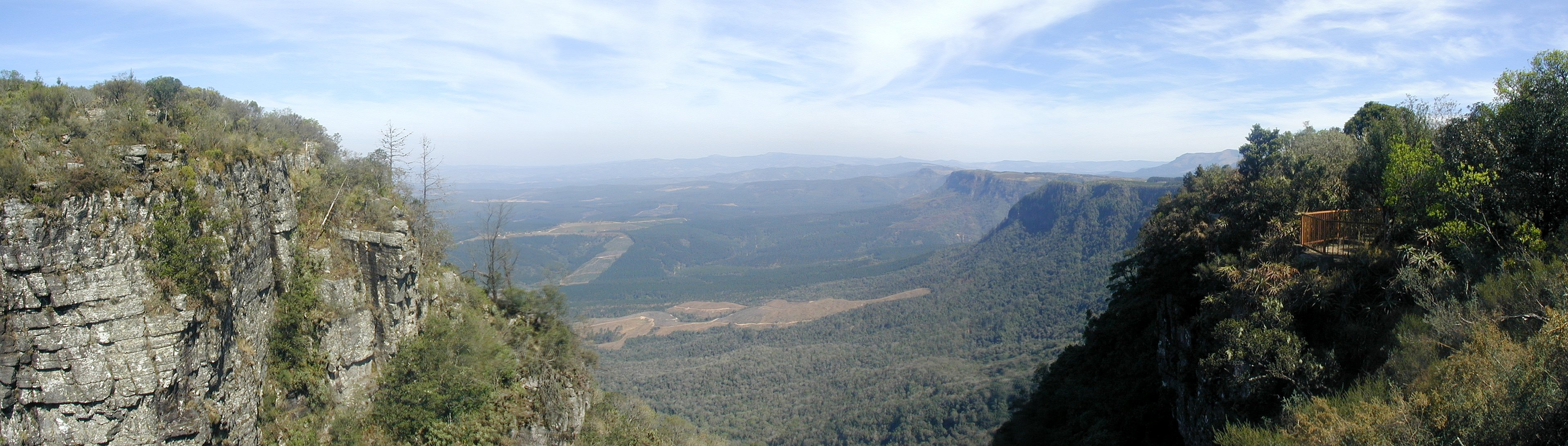
God’s Window – Blick von der Aussichtsplattform (Panorama)
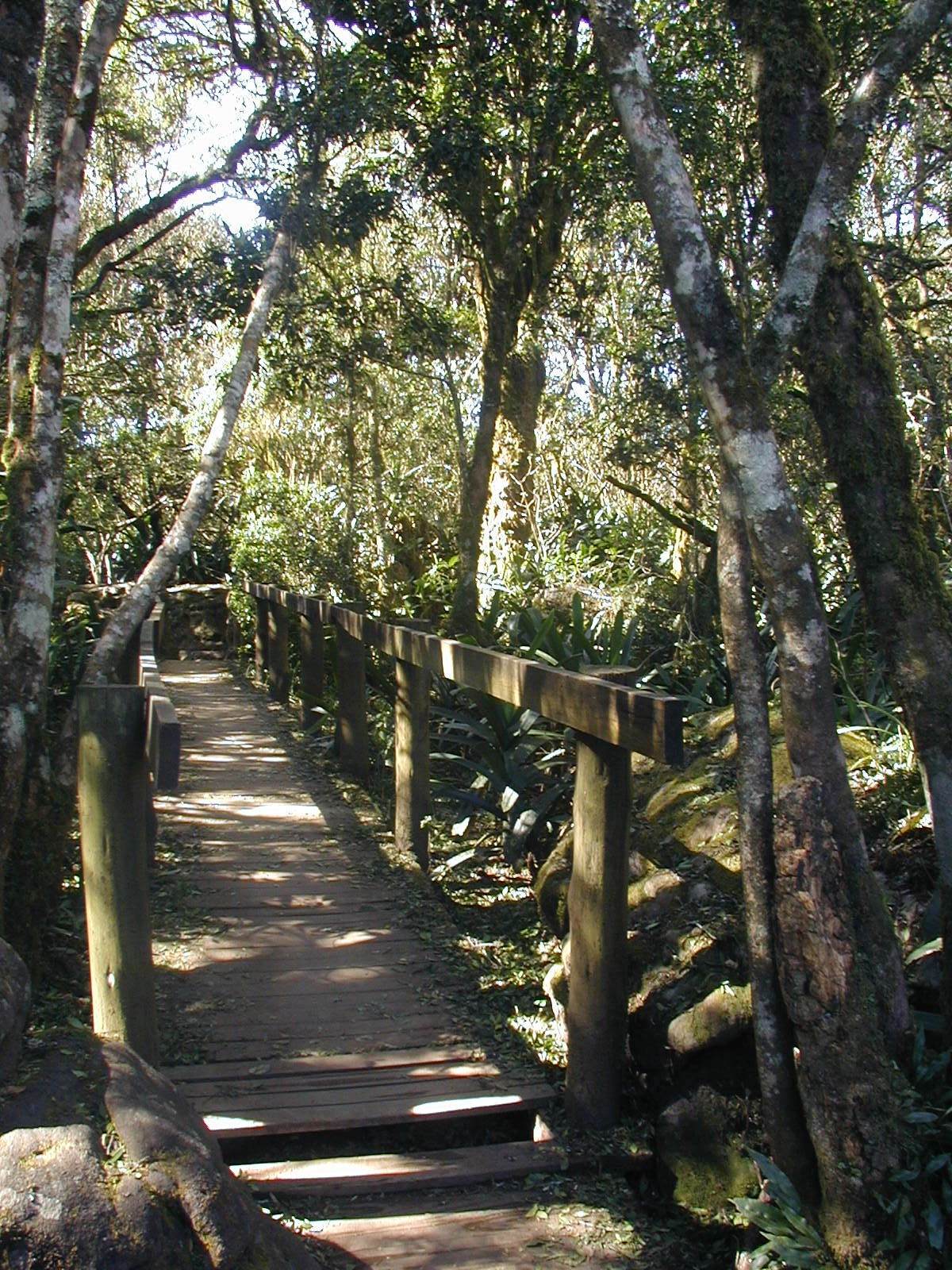
God’s Window – Regenwald
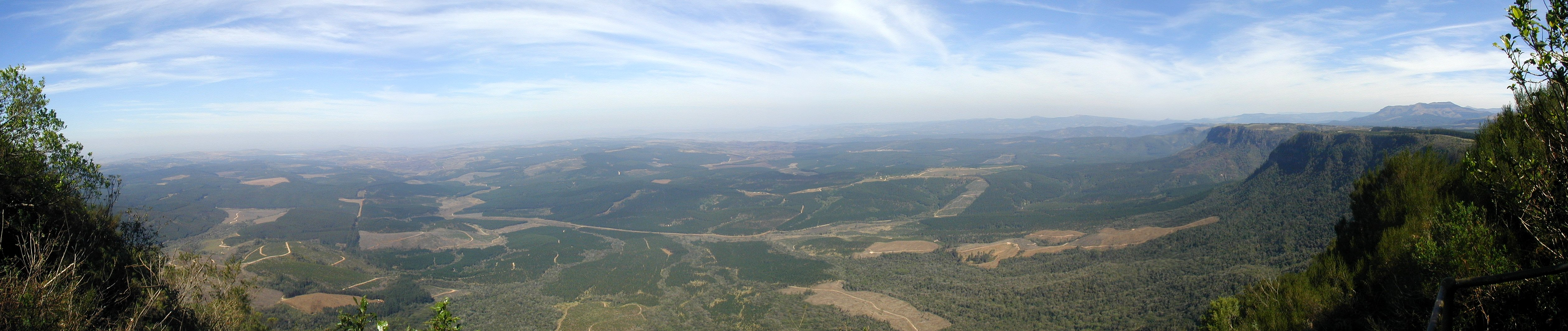
God’s Window – Blick vom Rainforest View (Panorama)